# 鞏志
鞏志，《三国演义》虚构人物，在武陵太守金旋手下擔任從事，后来劉備派張飛攻打武陵時，勸金旋降劉但不被接受，金旋敗給張飛之後，便一箭射殺金旋投與百姓一起歸順劉備，後劉備任命其為武陵太守。

## 漫畫
- 《火鳳燎原》（陳某）: 並無登場，在劉備攻打荊南四郡時經劉封口中交代其殺害詐降劉備與韓玄裏應外合的金旋及為諸葛亮之內應。